# Enthiran
Enthiran es una película tamil de ciencia ficción de 2010, coescrita y dirigida por S. Shankar. La película cuenta con Rajinikanth en doble papel, como un científico y un robot androide, junto a Aishwarya Rai, mientras que Danny Denzongpa, Santhanam, Karunas, Mani Kalabhavan, Devadarshini y Cochin Haneefa tienen papeles secundarios.

## Sinopsis
La historia de la película gira en torno a la lucha de unos científicos por el control de su creación, el robot androide cuyo software se ha actualizado para darle la capacidad de comprender y de sentir emociones humanas. El plan fracasa cuando el robot se enamora de la novia del científico y es manipulado para destruir el mundo, cuando la tierra está en manos de un científico rival.

## Producción
Después de casi una década de trabajo de preproducción, el rodaje de la película comenzó en 2008 y duró dos años. Fue el debut en el cine Indio de Stan Winston Studios, que llevaron a cabo los animatronics de la película y los efectos visuales, así como otros artistas fuera de la India. La banda sonora de fondo y banda sonora, que fue compuesta por A. R. Rahman, se convirtió en el álbum más vendido del mundo en iTunes Store en tres países a los pocos días de su lanzamiento digital. La película estrenada mundialmente el 1 de octubre de 2010, junto con sus versiones dobladas: Robo (Telugu: రోబో) en Telugú y Robot (Hindi: रोबोट) en Hindi. Producido por Kalanithi Maran, se convirtió en la película más cara de la India hasta la fecha. Tras el lanzamiento, también hizo la apertura más grande a nivel mundial para una película india.